# Orazio Andreoni
Orazio Andreoni (Pisa, 1840 – Roma, 1895) è stato uno scultore e mercante d'arte italiano, attivo per lo più a Roma.

## Biografia
Formatosi come scultore con il padre Giuseppe, si trasferì successivamente a Roma, dove aprì un grande laboratorio di scultura. Egli partecipò saltuariamente a concorsi per monumenti ufficiali. Andreoni vinse il concorso per il monumento a Giuseppe Mazzini nella piazza omonima di Pisa. Il monumento fu inaugurato il 22 giugno 1883.
La specialità di Andreoni furono copie o statue meno impegnate, di carattere per lo più decorativo. Questo stile, molto vicino a quello di Antonio Bottinelli, lo rese famoso anche grazie alla partecipazione all'esposizione internazionale di Glasgow nel 1888 e a quella di Berlino nel 1892. Una di queste sculture è Pereat, Che muoia!, oggi nel Wadsworth Athenaeum di Hartford. Questo genere di sculture è largamente presente tuttora sul mercato antiquario. M'ama, non m'ama, realizzata intorno al 1885, è stata di recente venduta ad oltre 20.000 euro sul mercato antiquario statunitense. In alcune imprese particolarmente importanti il nome di Andreoni si trova unito a quello di suoi collaboratori come per esempio Oscar Spalmach. Una delle opere più importanti di Andreoni-Spalmach fu l'arredo scultoreo per la dimora di Whitaker Wright: alcuni di questi arredi sono sopravvissuti a Twickenham. Queste imprese fecero di Andreoni uno degli scultori-mercanti più attivi nel campo delle esportazioni di opere d'arte da Roma, insieme a colleghi come Prospero D'Epinay.

## Opere
- Monumento a Giuseppe Mazzini, 1883, Pisa
- M'ama, non m'ama, c. 1885, già Salt Lake City, USA, mercato antiquario
- Pereat (Let him perish), 1892, Hartford, Connecticut, Wadsworth Athenaeum
- Busto muliebre, 1893, già Berkshire, UK, mercato antiquario